# ساوانا (بازیگر پورنوگرافی)
سوانا (انگلیسی: Savannah؛ ۹ اکتبر ۱۹۷۰ – ۱۱ ژوئیه ۱۹۹۴) بازیگر پورنوگرافی آمریکایی بود.